# 近边耳蕨
近边耳蕨（学名：Polystichum submarginale）为鳞毛蕨科耳蕨属下的一个种。

## 扩展阅读
- 維基物種上的相關：近边耳蕨